# مقوس العنق
مقوس العنق (الاسم العلمي: Cyrtauchenius)، هو جنس من العناكب التي وصفت لأول مرة بواسطة تامرلان ثوريل
```
في عام 
1869
.
[
1
]
 وضعت في الأصل مع 
الممشطات
، وثم نُقلت إلى 
مقوسات العنق
 في عام 
1985
.
[
2
]
```

## الأنواع
اعتبارًا من مايو 2019، يشتمل الجنس على أربعة عشر نوعًا، جميعها تقريبًا من الجزائر
- Cyrtauchenius artifex (أوجين سيمون (عالم), 1889) – الجزائر
- Cyrtauchenius bedeli Simon, 1881 – الجزائر
- Cyrtauchenius bicolor (Simon, 1889) – الجزائر
- Cyrtauchenius castaneiceps (Simon, 1889) – الجزائر
- Cyrtauchenius dayensis Simon, 1881 – الجزائر
- Cyrtauchenius inops (Simon, 1889) – الجزائر
- Cyrtauchenius latastei Simon, 1881 – الجزائر
- Cyrtauchenius longipalpus (Denis, 1945) – الجزائر
- Cyrtauchenius luridus Simon, 1881 – الجزائر
- Cyrtauchenius maculatus (Simon, 1889) – الجزائر
- Cyrtauchenius structor (Simon, 1889) – الجزائر
- Cyrtauchenius talpa Simon, 1891 – الولايات المتحدة
- Cyrtauchenius terricola (Lucas, 1846) (نوع نمطي) –الجزائر
- Cyrtauchenius vittatus Simon, 1881 – الجزائر